# M163対空自走砲
M163対空自走砲（M163 Vulcan Air Defense System, 略称：VADS）は、1960年代にアメリカ合衆国で開発された自走式対空砲である。

## 設計
VADSをM113装甲兵員輸送車に搭載して自走式対空砲にした車両である。そのため、対空レーダーはM168 20mm バルカン砲の射撃管制装置の追尾レーダーのみ装備し、捜索レーダーは装備しない。

## 運用
M163は、同じくM113装甲兵員輸送車をベースにしたMIM-72地対空ミサイルと併用して運用されてきた。
後継となる筈だったM247サージェント・ヨークが量産配備されなかったため、M163がその後のアメリカ陸軍における唯一の自走式対空砲になっている。しかし、湾岸戦争でも見られるように、現在のアメリカ軍は圧倒的な制空戦力で制空権を確保してから地上戦力を投入しており、さらに、低空域目標に対する対空戦闘そのものが、軽便なFIM-92 スティンガーやアベンジャーシステムの役割となっているため、本車のような自走式対空砲が活躍することはあまりなく、そのため、後継の自走式対空車両は開発されていない。1989年のパナマ侵攻においては、M163は対空戦闘ではなく地上部隊を支援する目的で派遣された。アメリカ軍においてM163が最後に実戦投入されたのは、1991年の湾岸戦争である。
イスラエル国防軍はM163を導入し、1982年のレバノン侵攻作戦においてシリア空軍のMiG-21の撃墜を記録しているほか、レバノン南部でのPLOの拠点制圧に水平射撃で威力を発揮した。1990年代にはIAIにより4連装のスティンガー地対空ミサイルランチャーを追加装備したM163 Machbetに独自改修されている。

## 採用国

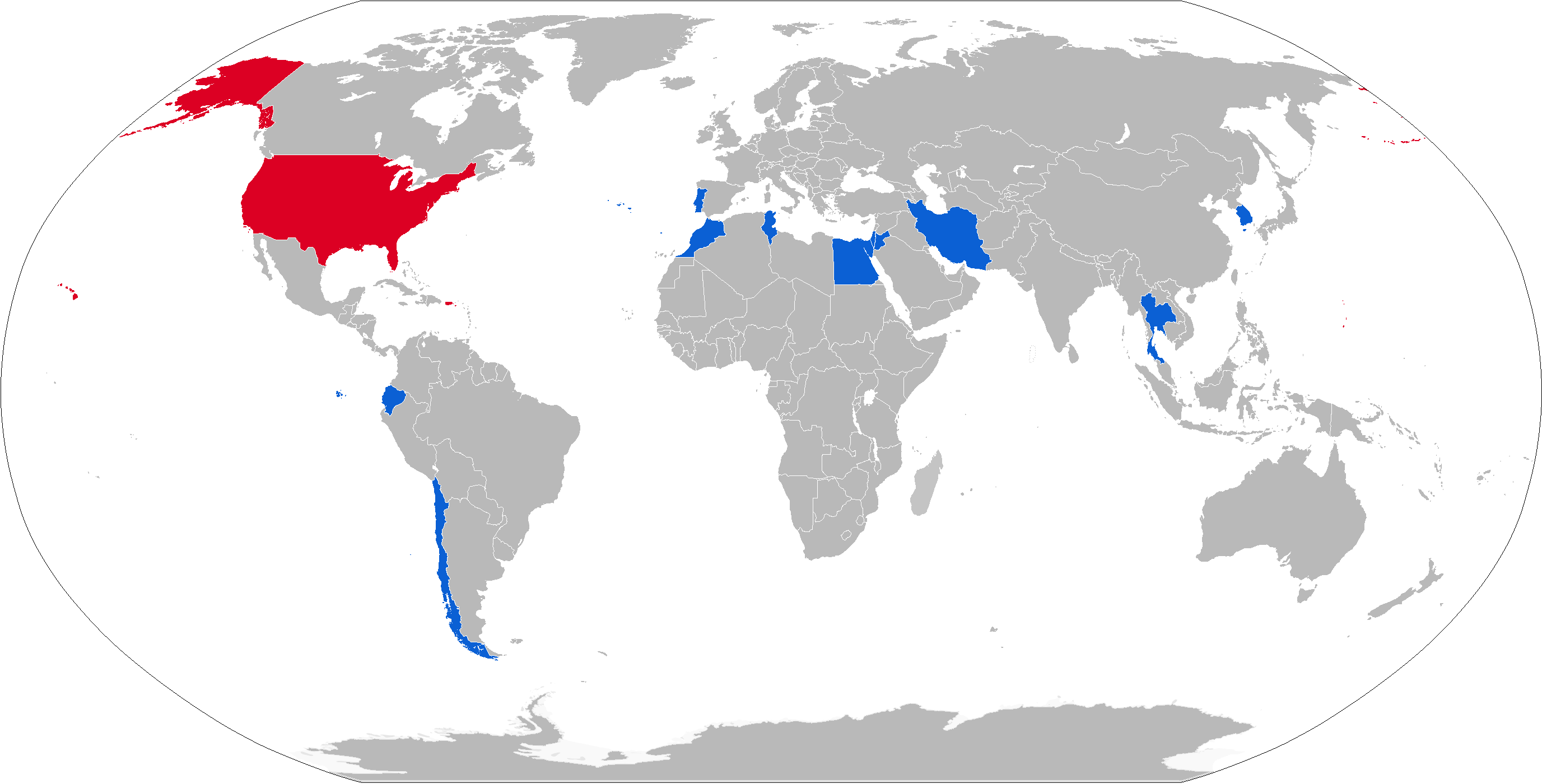
M163対空自走砲採用国（青色が現役国、赤色が退役国）

### 現役国
- チリ
- エクアドル - 2024年時点で、エクアドル陸軍が44両のM163を保有[1]。
- エジプト - 108両が現役。
- イラン
- イスラエル - M163 Hovetの名称で運用していたほか、1990年代にIAIにより4連装のFIM-92 スティンガー地対空ミサイルランチャーを追加装備したM163 Machbetに改修。一部の車両は追加中空装甲「トーガ」を装着したM163 Machbet Vayzataに改修。
- ヨルダン - 120両がヨルダン空軍に配備されている。
- モロッコ - 2024年時点で、モロッコ陸軍が60両のM163を保有[2]。
- ポルトガル - アメリカ軍の退役車両を36両導入。
- 大韓民国 - K200 KIFVの車体にM163と同等の砲塔システムを搭載したK263天弓として配備。現在は射撃管制装置などを近代化したK263A3仕様に改修。
- タイ - 24両が現役。
- チュニジア

### 退役国
- アメリカ合衆国 - 現役装備からは外されている。

## 画像

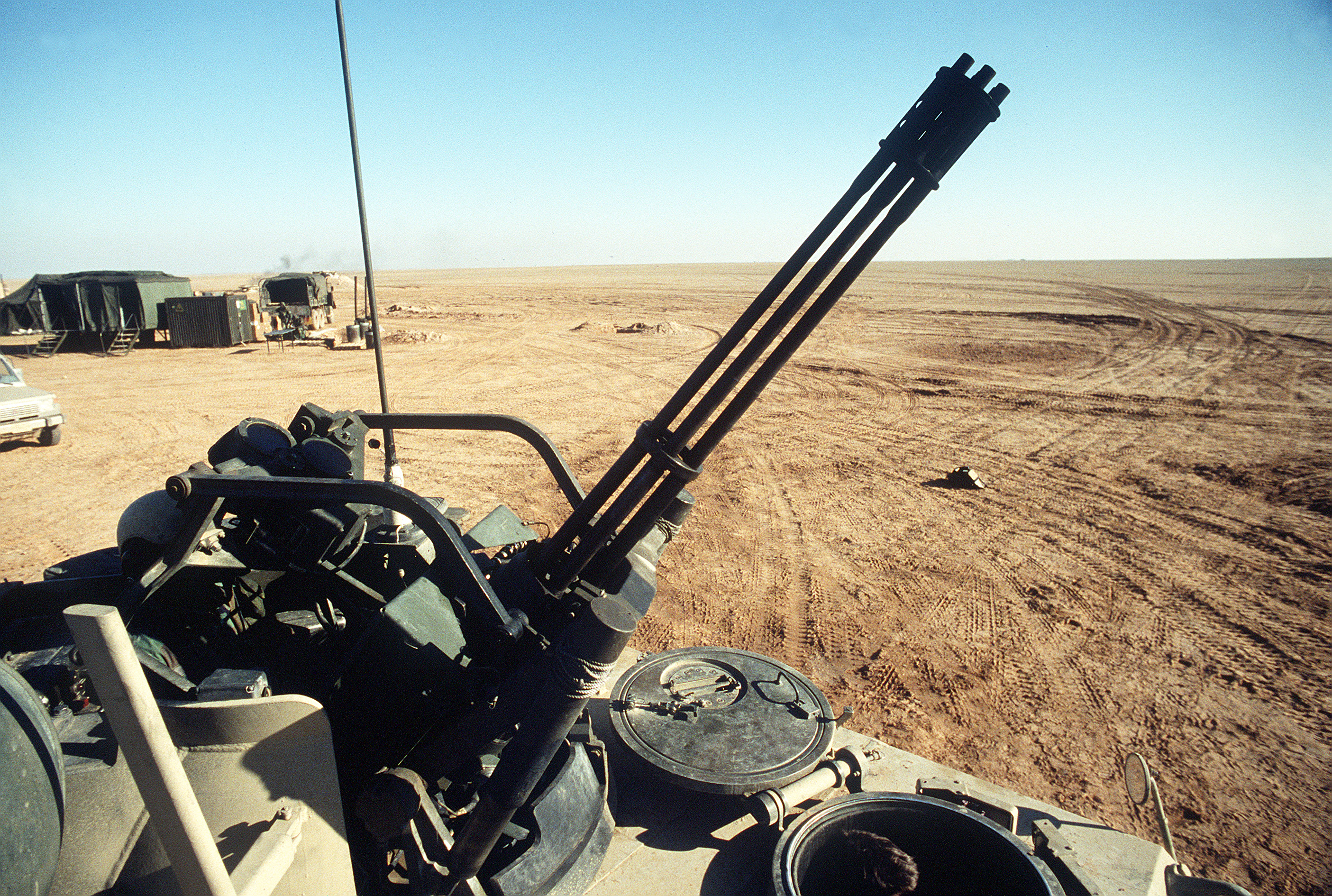
M163に装備されているM168 20mm バルカン砲
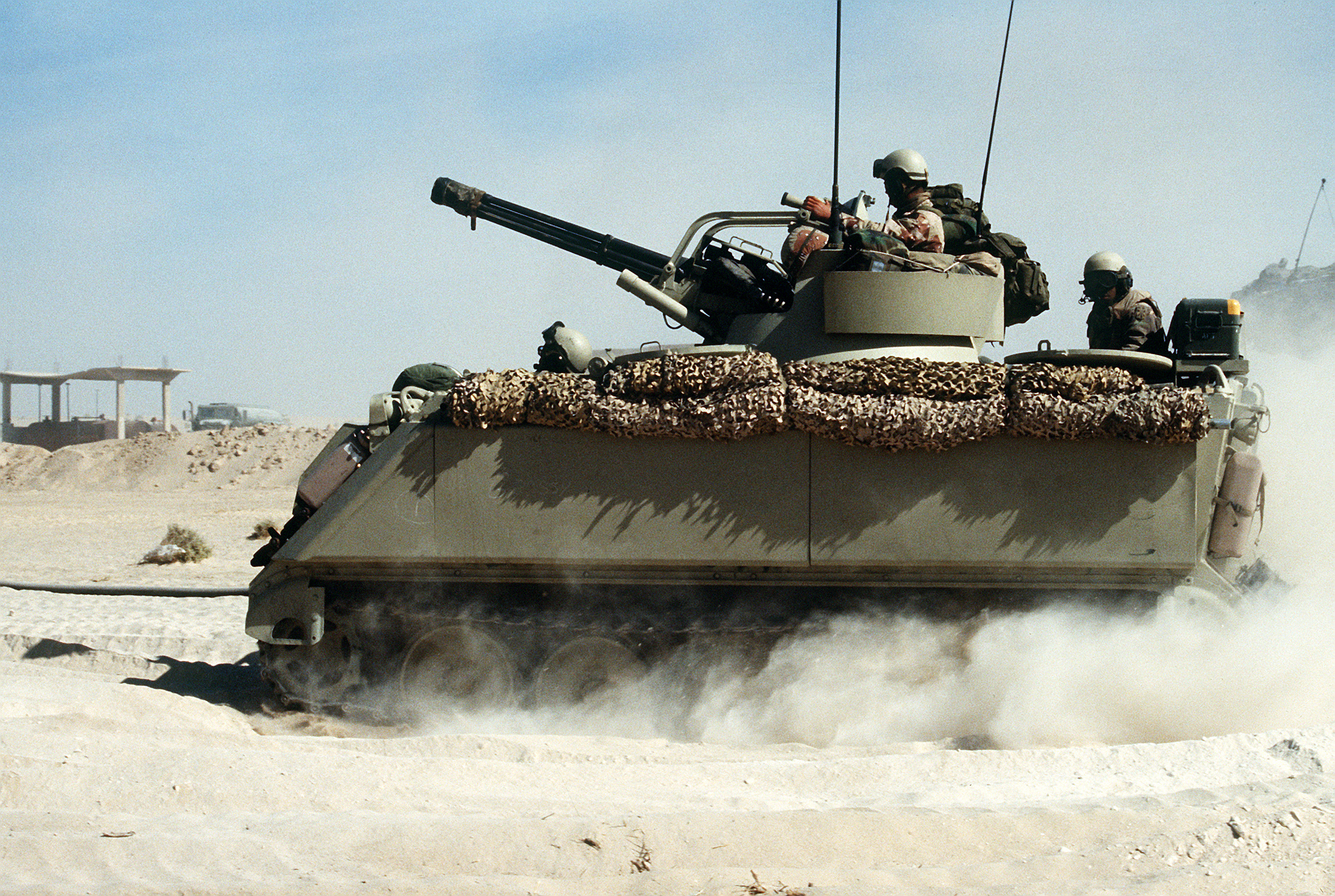
アメリカ軍のM163。湾岸戦争当時
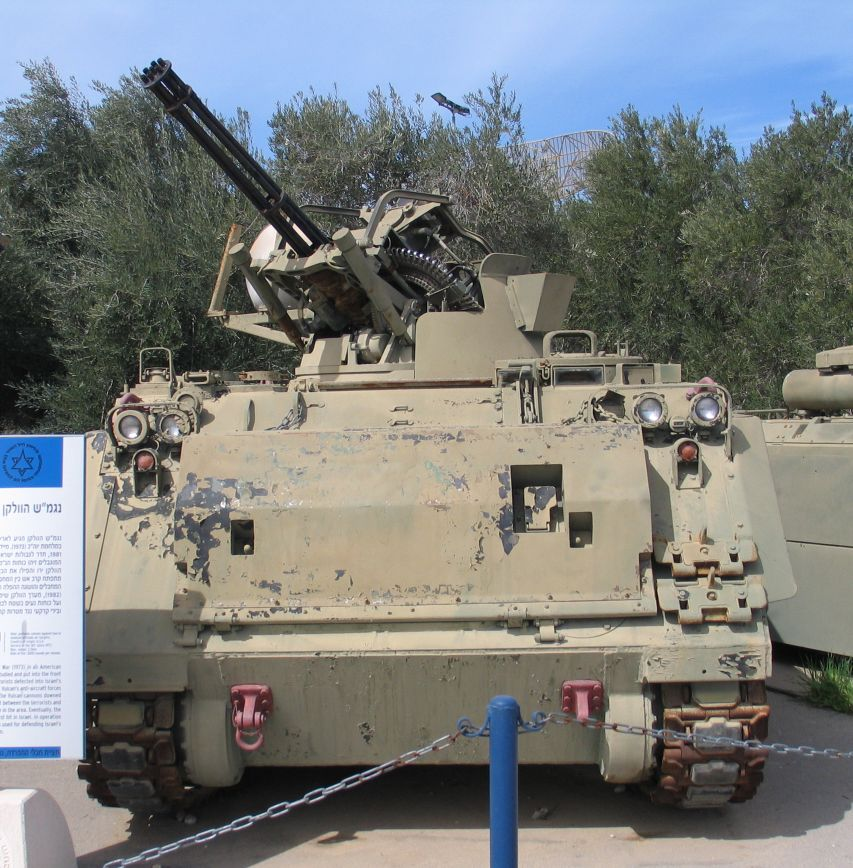
イスラエル空軍博物館のM163
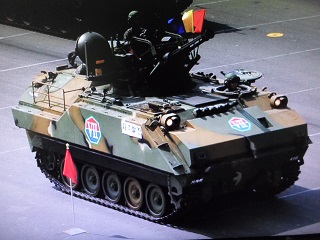
韓国軍のK263天弓
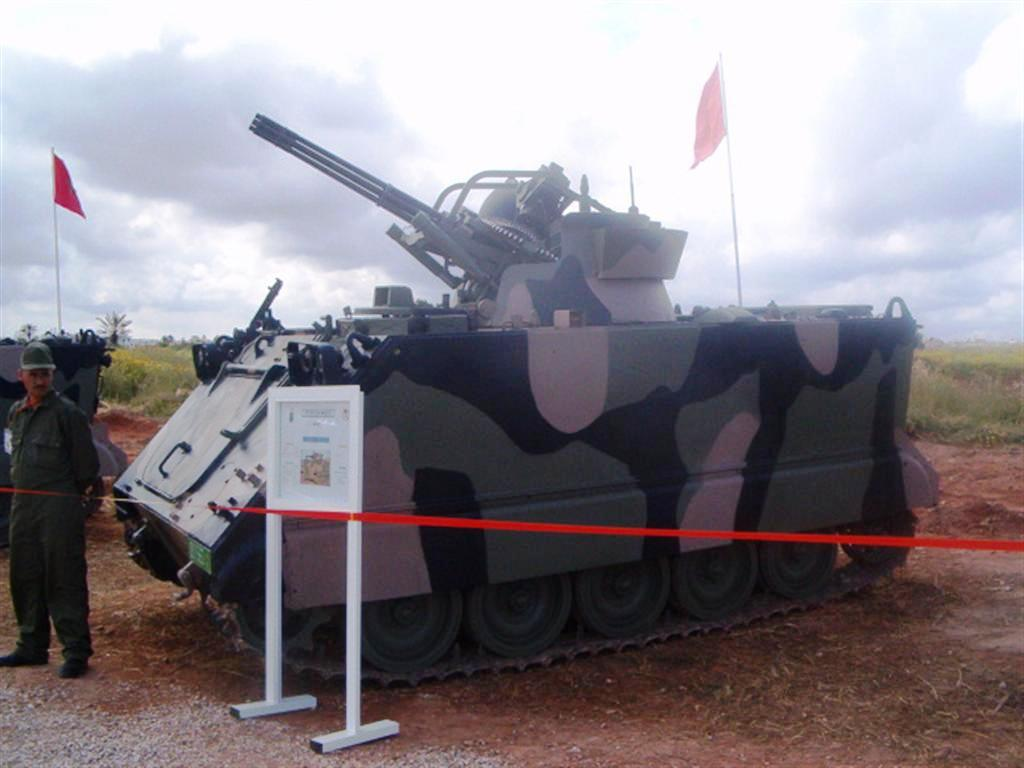
モロッコ軍のM163

## 登場作品
『War Thunder』